# إيليسير كارديناس
إيليسير كارديناس (بالإسبانية: Eliécer Cárdenas)‏ (10 ديسمبر 1950)؛ روائي إكوادوري.